# Proculiani
Nel periodo classico della giurisprudenza romana esistettero due scuole di diritto in Roma: una detta dei Proculiani, l'altra dei Sabiniani o Cassiani.
Tutti gli studiosi che hanno affrontato il problema dell'insegnamento del diritto nella Roma nel periodo classico citano come fonte principale l'Enchiridion di Pomponio riportato in Digesto D.1.2.2.47-53. Tuttavia, si possono trovare notizie sull'esistenza delle due principali scuole di diritto anche in molti altri passi del Digesto e nelle Istituzioni di Gaio, nonché nelle Epistole (Epist. 7.24.8) di Plinio il Giovane che apparteneva a quell'ambiente legale e che, come oratore, ebbe sicuramente modo di seguire le lezioni di diritto di una delle scuole.
Secondo Pomponio la scuola proculiana fu fondata da Labeone, cui succedette Nerva e poi Proculo da cui il nome di Proculiani. Fino ad Adriano la scuola annovera giuristi di valore quali Nerva filius, Pegaso, Celso padre, Giuvenzio Celso Figlio e Nerazio Prisco.
Le controversie tra la scuola dei Proculiani e quella dei Sabiniani erano molte. Gaio, sabiniano, riferisce le opinioni della propria scuola usando le espressioni "nostri preceptores" o "Sabinus Cassius", mentre commentando le opinioni dei Proculiani usa le parole "diversae scholae auctores" o "Nerva Proculus".
Pomponio fa risalire alla rivalità dei due giuristi Labeone e Capitone la nascita delle due scuole e conseguentemente viene data ad esse una diversa qualificazione unitaria partendo dalla diversa personalità dei due fondatori: innovatrice in Labeone e conservatrice in Capitone. Probabilmente le due scuole si distinguevano principalmente per i luoghi (stationes) dove veniva insegnato il diritto e solo in un secondo tempo per l'autorità di coloro che ivi insegnavano. Gellio infatti scrive "quesitum esse memini in plerique Romae stationibus ius publice docentium aut respondentium..." (Noctes att. 13.13.1)